# Espondeilhan
Espondeilhan är en kommun i departementet Hérault i regionen Occitanien i södra Frankrike. Kommunen ligger i kantonen Servian som tillhör arrondissementet Béziers. År 2022 hade Espondeilhan 1 176 invånare.

## Befolkningsutveckling
Antalet invånare i kommunen Espondeilhan
Referens:INSEE